# Barone Radstock

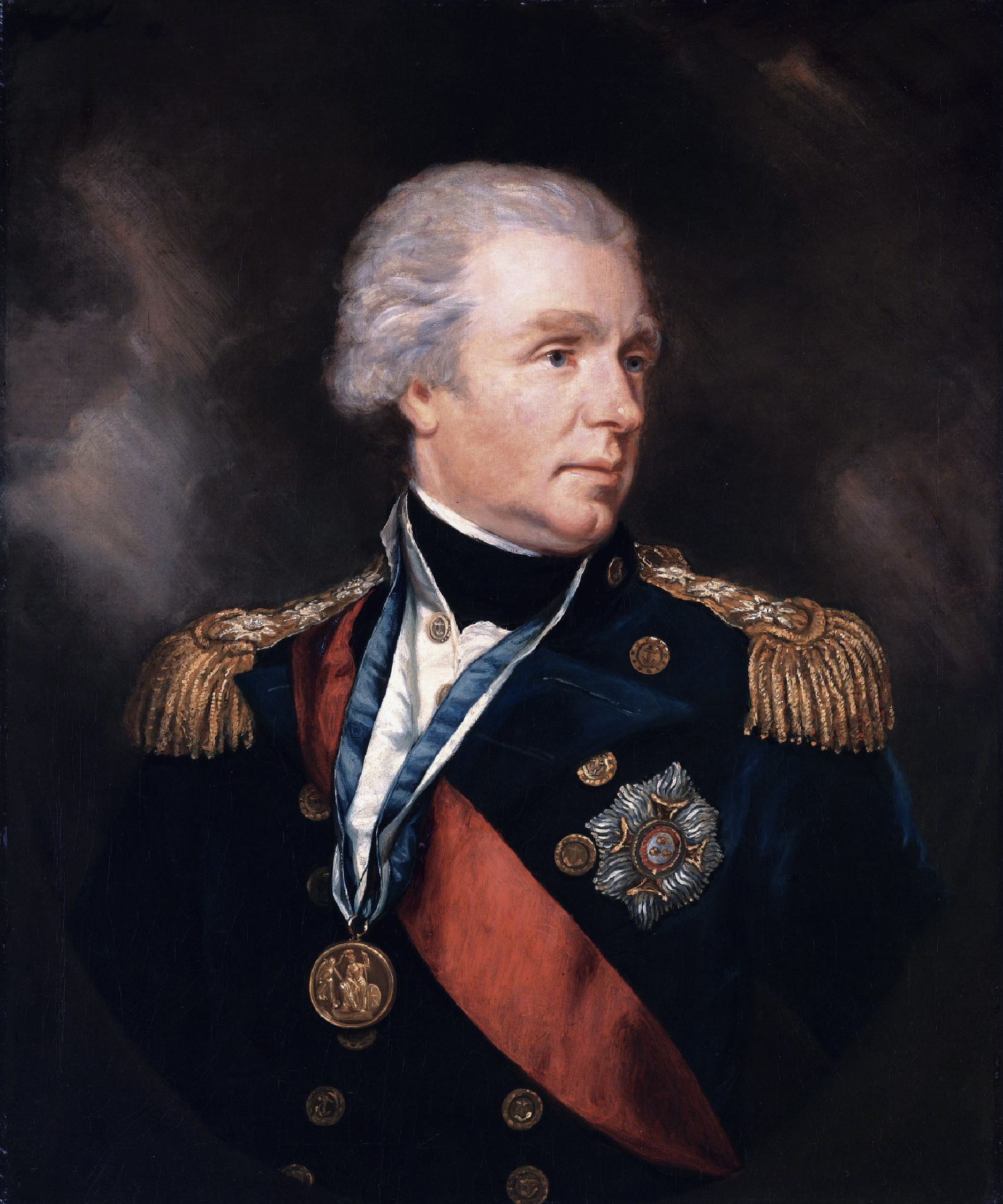
William Waldegrave, I barone Radstock

Barone Radstock, di Castletown, nella contea di Laois, era un titolo nel Parìa d'Irlanda. È stato creato nel 1800 per il vice ammiraglio William Waldegrave, secondo figlio di John Waldegrave, III conte Waldegrave.
Gli succedette il figlio maggiore, il secondo barone. Era un vice ammiraglio della Rossa. Alla sua morte il titolo passò a suo figlio, il terzo barone. Egli è ricordato per il suo lavoro di missionario in Russia. Due dei suoi figli, il quarto e il quinto Barone, riuscirono nel titolo. La baronia si estinse alla morte di quest'ultimo nel 1953.

## Baroni Radstock (1800)
- William Waldegrave, I barone Radstock (1753-1825)
- Granville Waldegrave, II barone Radstock (1786-1857)
- Granville Waldegrave, III barone Radstock (1833-1913)
- Granville Waldegrave, IV barone Radstock (1859-1937)
- Montague Waldegrave, V barone Radstock (1867-1953)